# San Carlos (Messico)
San Carlos è una municipalità dello stato di Tamaulipas, nel Messico centrale, il cui capoluogo è la località omonima.
Conta 9.331 abitanti (2010) e ha una estensione di 2.920,98 km².
Il paese deve il suo nome a San Carlo Borromeo.